# Euphyia fuscifascia
Euphyia fuscifascia là một loài bướm đêm trong họ Geometridae.